# 구례군의 향토문화유산
구례군의 향토문화유산은 「문화재보호법」 또는 「전라남도 문화재 보호 조례」에 따라 국가 또는 전라남도 지정문화재로 지정되지 않은 것 중 인위적·자연적으로 형성된 향토적인 문화유산으로서 역사적·예술적·학술적·경관적 가치가 있는 것과 이에 준하는 고고학적 가치를 가진 자료 등을 말하며, 그 유형은 다음과 같다.
1. 향토유형문화유산 : 건조물, 전적, 서적, 회화, 조각, 고고학자료, 성곽, 명승지, 동·식물자생지, 민속자료 등 유형의 문화적 소산으로서 향토문화 보존에 필요한 것
2. 향토무형문화유산 : 연극, 음악, 무용, 공예기술, 의식, 음식제조 등 무형의 문화적 소산으로서 향토문화 보존에 필요한 것

## 지정 목록
| 번호 | 그림 | 명칭                                   | 소재지                                 | 소유자 (관리자)  | 지정·해제일자         | 비고                            |
| ---- | ---- | -------------------------------------- | -------------------------------------- | ---------------- | --------------------- | ------------------------------- |
| 1호  |      | 효헌사                                 | 구례군 마산면 사도리 375-2             |                  | 2003년 5월 22일 지정  | 보관됨 2018-06-12 - 웨이백 머신 |
| 2호  |      | 죽연사                                 | 구례군 문척면 죽마리 609               |                  | 2003년 5월 22일 지정  | 보관됨 2018-06-12 - 웨이백 머신 |
| 3호  |      | 용호정                                 | 구례군 토지면 용두리 486               |                  | 2003년 5월 22일 지정  | 보관됨 2018-06-12 - 웨이백 머신 |
| 4호  |      | 열부의성이씨정려                       | 구례군 구례읍 봉서리 1548              |                  | 2003년 5월 22일 지정  | 보관됨 2018-06-12 - 웨이백 머신 |
| 5호  |      | 충신강항정려각                         | 구례군 구례읍 봉서리 1369              |                  | 2003년 5월 22일 지정  | 보관됨 2018-06-12 - 웨이백 머신 |
| 6호  |      | 장천사                                 | 구례군 토지면 구산리 805               |                  | 2003년 5월 22일 지정  | 보관됨 2018-06-12 - 웨이백 머신 |
| 7호  |      | 오봉정사                               | 구례군 문척면 금정리 산 38             |                  | 2003년 5월 22일 지정  | 보관됨 2018-06-12 - 웨이백 머신 |
| 8호  |      | 덕천사                                 | 구례군 토지면 오미리 1-5               |                  | 2003년 7월 7일 지정   | 보관됨 2018-06-12 - 웨이백 머신 |
| 9호  |      | 곡전재                                 | 구례군 토지면 오미리 476-3             |                  | 2005년 5월 18일 지정  | 보관됨 2018-06-12 - 웨이백 머신 |
| 10호 |      | 효자 최여진정려                        | 구례군 마산면 광평리 345-1             |                  | 2005년 5월 18일 지정  | 보관됨 2018-06-12 - 웨이백 머신 |
| 11호 |      | 방산서원                               | 구례군 산동면 이평리 335               |                  | 2005년 5월 18일 지정  | 보관됨 2018-06-12 - 웨이백 머신 |
| 12호 |      | 화순최씨 삼강문 및 석정문              | 구례군 산동면 계천리 산12-5            |                  | 2005년 5월 18일 지정  | 보관됨 2018-06-12 - 웨이백 머신 |
| 13호 |      | 지리산남악제                           | 구례군 마산면 황전리 12                |                  | 2007년 12월 12일 지정 | 보관됨 2018-06-12 - 웨이백 머신 |
| 14호 |      | 의병장 고광순순절비                    | 구례군 토지면 내동리 1014              |                  | 2007년 12월 12일 지정 | 보관됨 2018-06-12 - 웨이백 머신 |
| 15호 |      | 의사김응삼순절비                       | 구례군 마산면 마산리 800-19            |                  | 2007년 12월 12일 지정 | 보관됨 2018-06-12 - 웨이백 머신 |
| 16호 |      | 왕씨삼세충효정려                       | 구례군 광의면 지천리 571-1             |                  | 2007년 12월 12일 지정 | 보관됨 2018-06-12 - 웨이백 머신 |
| 17호 |      | 효자손순흥지려                         | 구례군 구례읍 봉북리 257번지           |                  | 2007년 12월 12일 지정 | 보관됨 2018-06-12 - 웨이백 머신 |
| 18호 |      | 효자김영준지려                         | 구례군 구례읍 산성리 361-3             |                  | 2007년 12월 12일 지정 | 보관됨 2018-06-12 - 웨이백 머신 |
| 19호 |      | 효자이희성지려                         | 구례군 간전면 흥대리 683-1             |                  | 2007년 12월 12일 지정 | 보관됨 2018-06-12 - 웨이백 머신 |
| 20호 |      | 효자오형진지려                         | 구례군 마산면 사도리 682-3             |                  | 2007년 12월 12일 지정 | 보관됨 2018-06-12 - 웨이백 머신 |
| 21호 |      | 효자이규익지려                         | 구례군 마산면 사도리 347-1             |                  | 2007년 12월 12일 지정 | 보관됨 2018-06-12 - 웨이백 머신 |
| 22호 |      | 효자김강철지려                         | 구례군 광의면 수월리 308-2             |                  | 2007년 12월 12일 지정 | 보관됨 2018-06-12 - 웨이백 머신 |
| 23호 |      | 효자김경석지려                         | 구례군 산동면 탑정리 383-1             |                  | 2007년 12월 12일 지정 | 보관됨 2018-06-12 - 웨이백 머신 |
| 24호 |      | 효자장창현지려                         | 구례군 산동면 대평리 610               |                  | 2007년 12월 12일 지정 | 보관됨 2018-06-12 - 웨이백 머신 |
| 25호 |      | 공신 손인필 비각                       | 구례군 구례읍 봉북리 260               |                  | 2009년 5월 25일 지정  | 보관됨 2018-06-12 - 웨이백 머신 |
| 26호 |      | 상모재                                 | 구례군 용방면 용강리 535               |                  | 2009년 5월 25일 지정  | 보관됨 2018-06-12 - 웨이백 머신 |
| 27호 |      | 영모재                                 | 구례군 용방면 용강리 692               |                  | 2009년 5월 25일 지정  | 보관됨 2018-06-12 - 웨이백 머신 |
| 28호 |      | 이동춘공혜척 기념비외1기               | 구례군 용방면 용정리 199-2             |                  | 2010년 6월 22일 지정  | 보관됨 2018-06-12 - 웨이백 머신 |
| 29호 |      | 홍염장(무형)                           | 구례군 간전면 수평리 429               |                  | 2010년 6월 22일 지정  | 보관됨 2018-06-12 - 웨이백 머신 |
| 30호 |      | 면암최익현과 의병장 12인후송포창왕의문 | 구례군 구례읍 봉남리 91-16             |                  | 2011년 12월 21일 지정 | 보관됨 2018-06-12 - 웨이백 머신 |
| 31호 |      | 호양학교 동종                          | 전라남도 구례군 마산면 화엄사로 377-36 | 지리산역사문화관 | 2011년 12월 21일 지정 | 보관됨 2018-06-12 - 웨이백 머신 |
| 32호 |      | 남악사지                               | 구례군 광의면 온당리 산71-9            |                  | 2011년 12월 21일 지정 | 보관됨 2018-06-12 - 웨이백 머신 |